# 麻利亞
麻利亞（英語：Maria Tang，1982年3月16日—），又名麻利、麻利有隻小綿羊，前香港商業電台叱咤903的節目主持人，現職活動司儀及香港中文大學新聞與傳播學院兼任講師（流行音樂：製作與營銷、娛樂工業）。
2022年2月，麻利確診新冠肺炎。3月7日，麻利的名字於叱咤903的官方網頁消失，而商台方面亦回應她會暫別一直主持的節目《口水多過浪花》，但未有確認其去向。同日晚上，麻利亞於個人社交平台證實已經被辭職。

## 簡歷
曾就讀嘉諾撒聖心小學下午校、嘉諾撒聖心書院，於中學會考取得28分。後升讀香港中文大學新聞與傳播學院。她有一名妹妹，洋名Mariana。拥有一隻雌性芝娃娃－薯仔。2010年書展推出著作《麻利有隻小薯仔》。

## 曾主持之節目

### 叱咤903
- my903
- 萬世巨星（由2009年2月4日至2月6日期間暫代）
- 叱咤叱叱咤（星期一至星期五下午4時至6時）
- 麻利有隻小綿羊（星期六上午6時至8時）
- 903 idclub 想索敢要（星期日下午1時至2時）
- 叱咤樂迷（星期一至星期五晚上8時至10時）
- 口水多過浪花（星期一至星期五下午3時至4時半）
- 今日正（與梁文禮主持，星期一至星期五晚上6時至8時）
- 滑鼠商店街（星期六下午2時至3時）
- 《突然好想聽》（逢星期日晚上7時至9時，暫代Vani《國語類》節目）
- 《口水多過浪花》（與鄭裕玲、余迪偉主持，星期一至星期五下午3時至4時半）
- 《Mali Mali Home》（星期日下午5時至晚上6時）

### Now 101
- 《Apostrophe》（與柳俊江、黃心美、朱汶欣、駱振偉、劉希信及梁文禮主持，星期四晚上10時半至11時）

### ViuTV
- 《晚吹-就係唔科學》（星期二晚上11時半至午夜12時）

## 電視劇

### 電視劇（ViuTV）
- 2018年：VR驅魔人

## 書籍作品
- （2010年7月21日）
- 帶一尾魚去散步（2011年7月20日）

## 外部連結
- 麻利亞的Facebook專頁
- 麻利亞的Facebook專頁
- 麻利亞的Instagram帳戶
- 麻利亞在AndThen.hk的專欄文章 （页面存档备份，存于）
- 麻利亞在blogspot的網上日記
- 麻利亞在my903.com的網上日記
- 麻利亞在VOOV直播的UID:600590598[]